# گابریلا میچووا
گابریلا میچووا (چکی: Gabriela Míčová؛ زادهٔ ۲۵ فوریهٔ ۱۹۷۵) هنرپیشه اهل جمهوری چک است.
از فیلم‌ها یا برنامه‌های تلویزیونی که وی در آن نقش داشته‌است، می‌توان به سه برادر و من، اولگا هپناروا اشاره کرد.